# Лоренцен, Кристиан Август

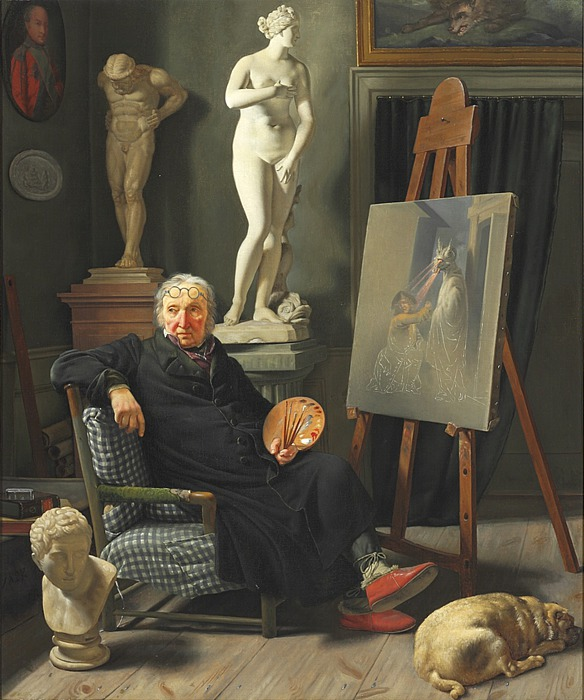
М. Рёрби. Лоренцен в своей мастерской. До1828. Холст, масло. Собрание картин Ниваагарда

Кристиан Август Лоренцен (дат. Christian August Lorentzen; 10 августа 1749, Сённерборг — 8 мая 1828, Копенгаген) — датский живописец-баталист, пейзажист и портретист академического направления.

## Жизнь и творчество
Лоренцен родился в семье часовых дела мастера. В 1771 году начал обучение живописи в Королевской академии изящных искусств в Копенгагене. Преподавателями Лоренцена в академии были Педер Альс и Юхан Мандельберг. В 1779—1782 годах молодой художник совершил поездки по странам Западной Европы, во время которых много рисовал с натуры. Он посетил Нидерланды, жил в Антверпене, а также в Париже, где делал копии с картин старых мастеров. В 1792 году Лоренцен уехал «на этюды» в Норвегию.
Во время наполеоновских войн, в которых Дания принимала участие, в период с 1801 по 1814 год, художник много рисовал на военные темы, изображал морские сражения (Копенгагенское сражение 1801 года), сцены битв между датчанами и британцами. Позднее мастер обратился к портретной живописи, писал пейзажи, иллюстрировал сочинения датского поэта Людвига Хольберга. В 1803 году Лоренцен был избран профессором Королевской академии изящных искусств. В 1809—1810 годы он — директор Академии. Лоренцен оказал значительное влияние на развитие датской художественной школы. Работы Лоренцена представлены в большом количестве в картинных галереях Дании.
Художник скончался в 1828 году в Копенгагене. Похоронен на кладбище Гарнизонной церкви Копенгагена.

## Галерея

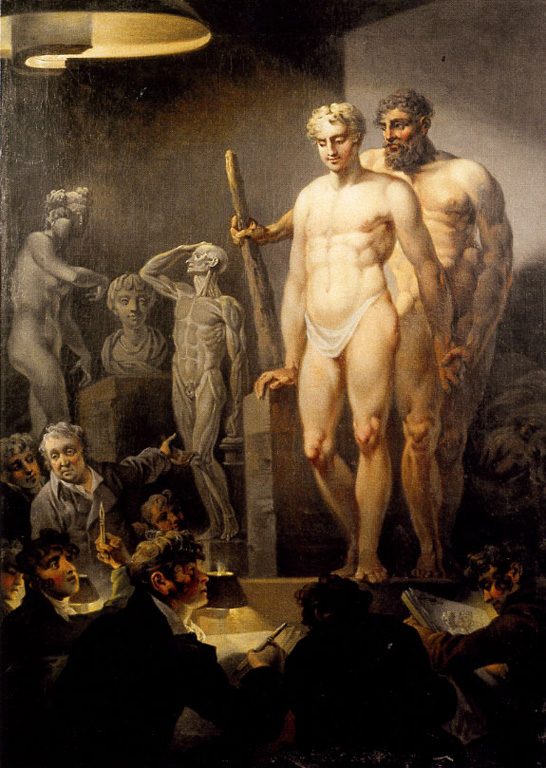
Натурный класс в Копенгагенской академии. 1824. Холст, масло
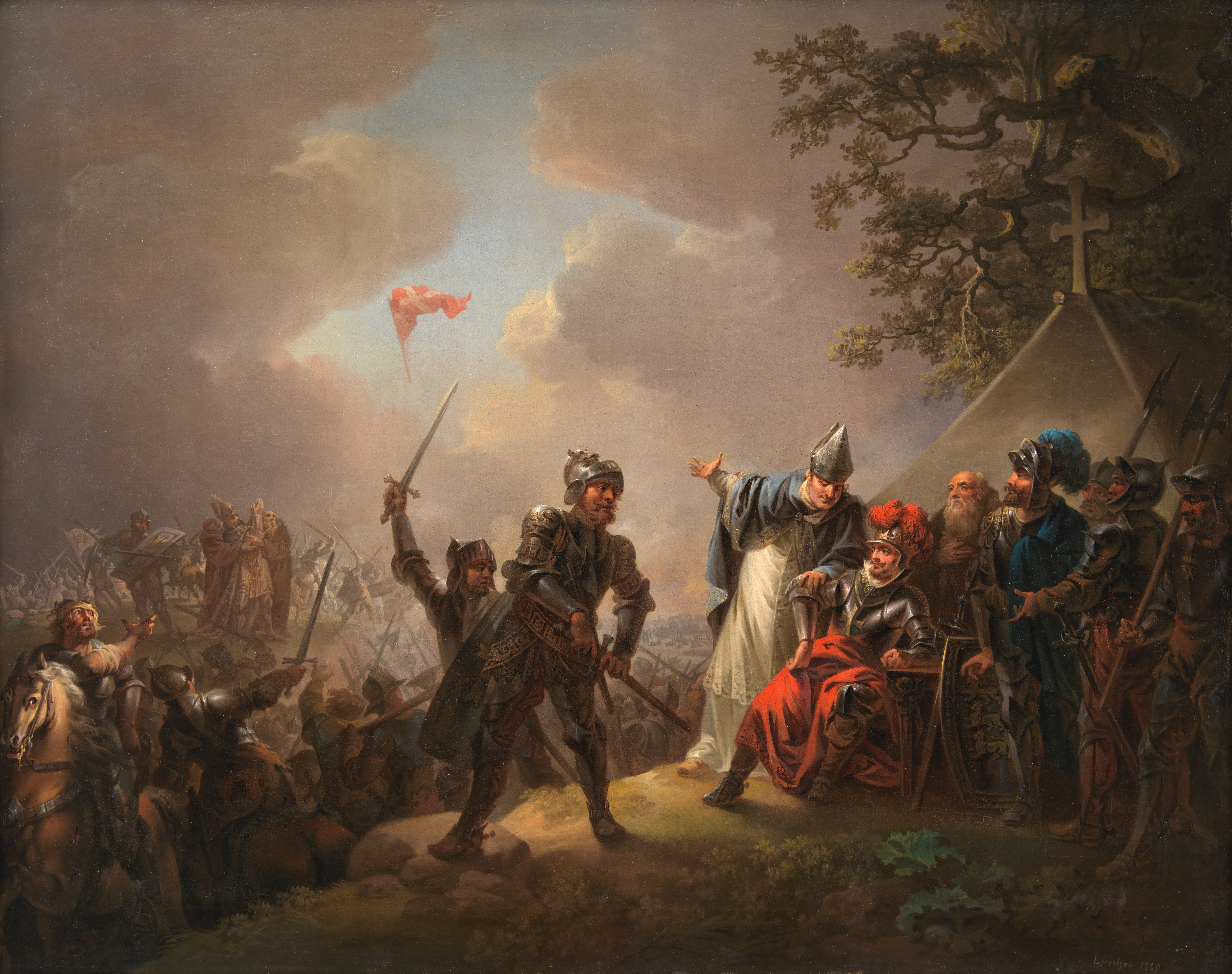
Даннеброг падает с неба во время битвы при Фольмере при Линданисе (Таллин) в Эстонии 15 июня 1219 года. 1809. Холст, масло. Государственный музей искусств, Копенгаген
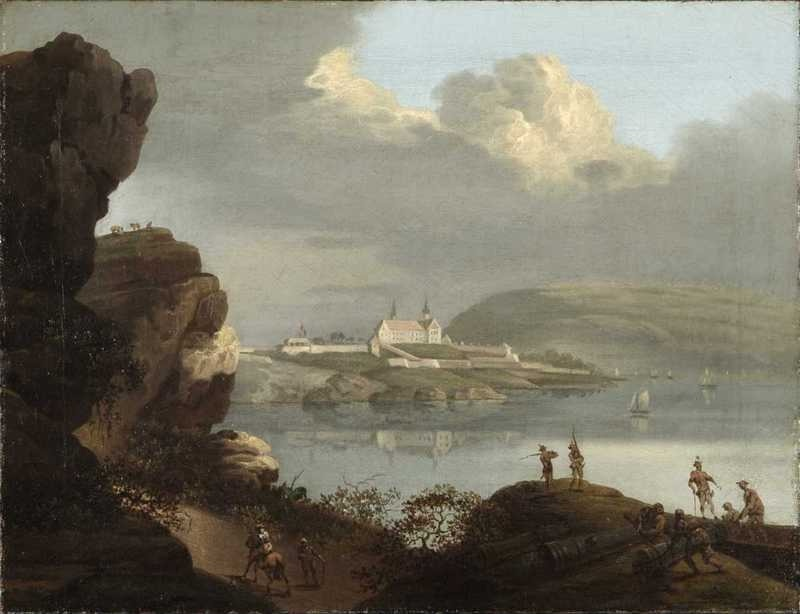
Вид на крепость Акерсхус близ Осло. 1790-е. Холст, масло. Музей, Осло
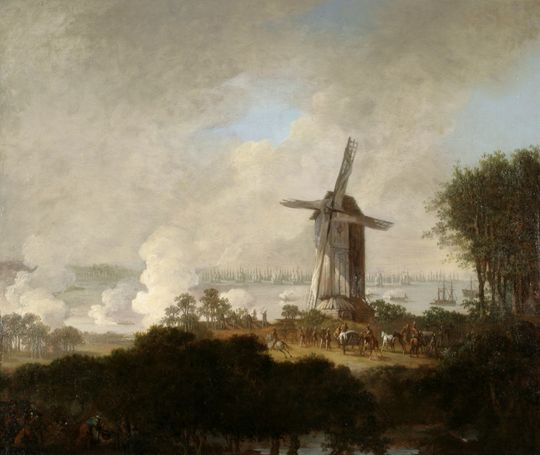
Канонерские лодки у мыса Кастеллет в Копенгагене в Копенгагенском сражении в 1807 году между Данией и Великобританией. Ок. 1807. Холст, масло. Городской музей, Копенгаген
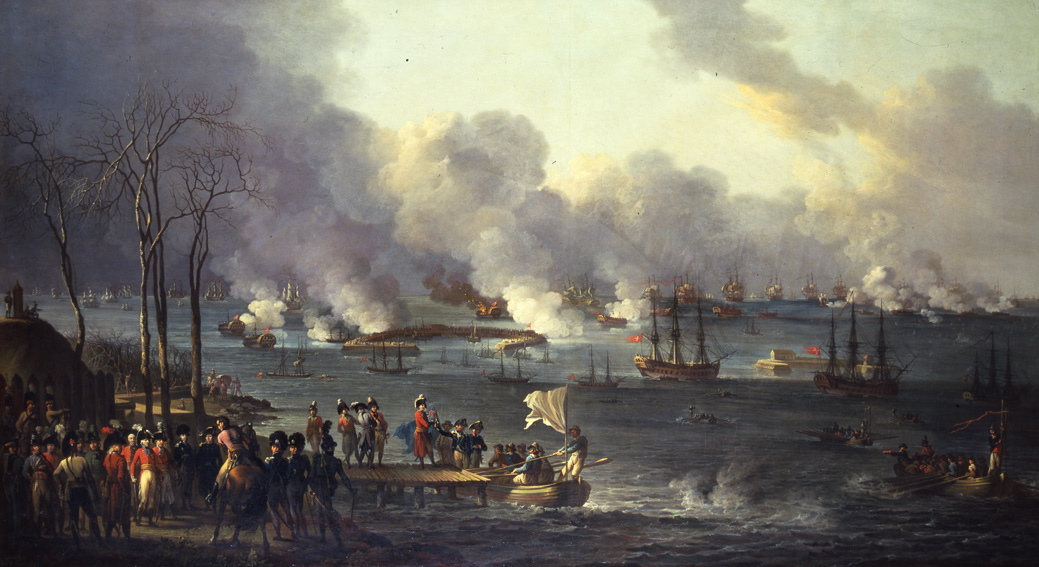
Битва при Редене, или Английский парламентарий выходит на берег во время битвы при Редене. Ок. 1801. Холст, масло. Музей национальной истории, крепость Фредериксборг, Хиллерёд, Дания
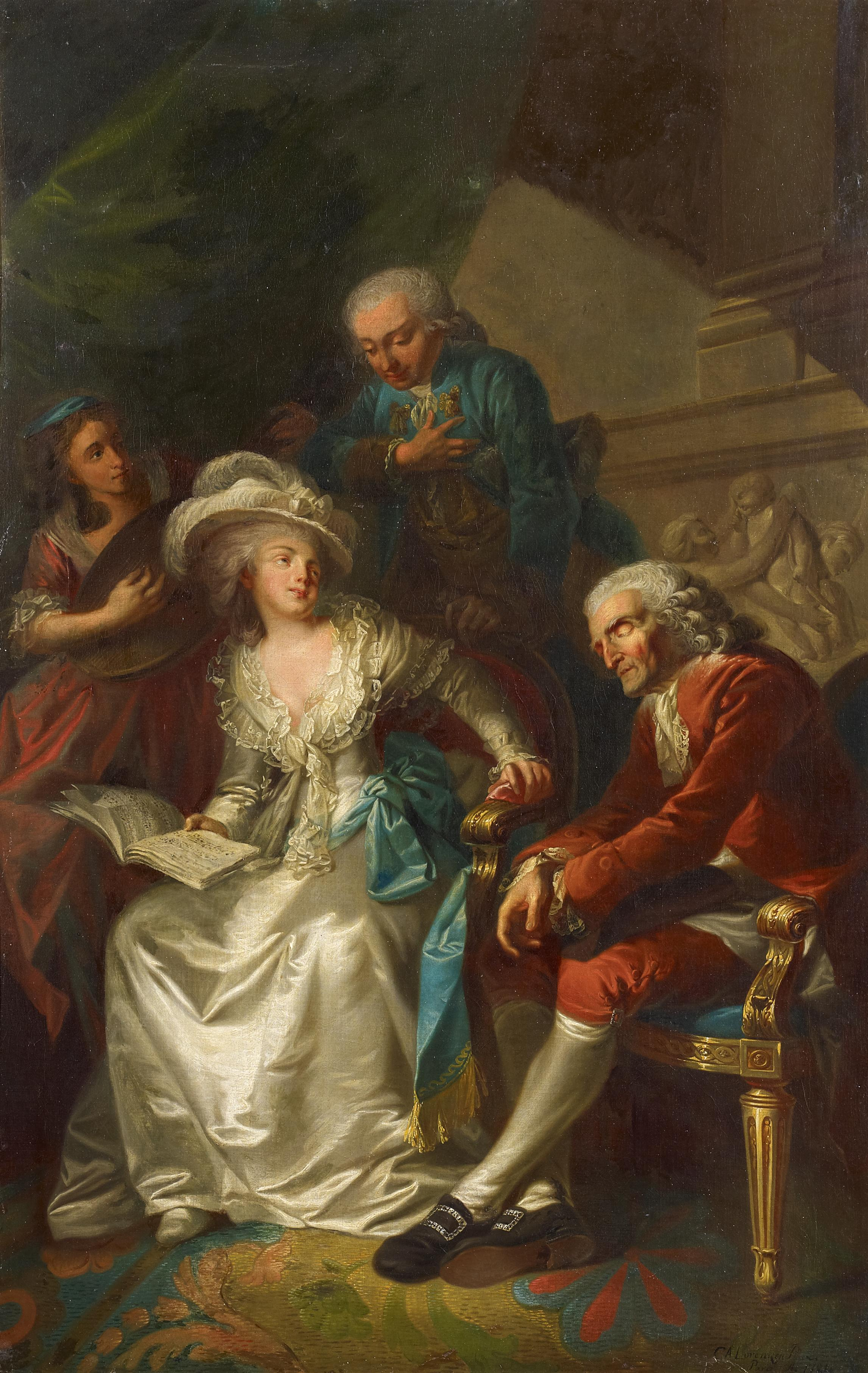
Наслаждение музыкой. 1784. Холст, масло. Частное собрание
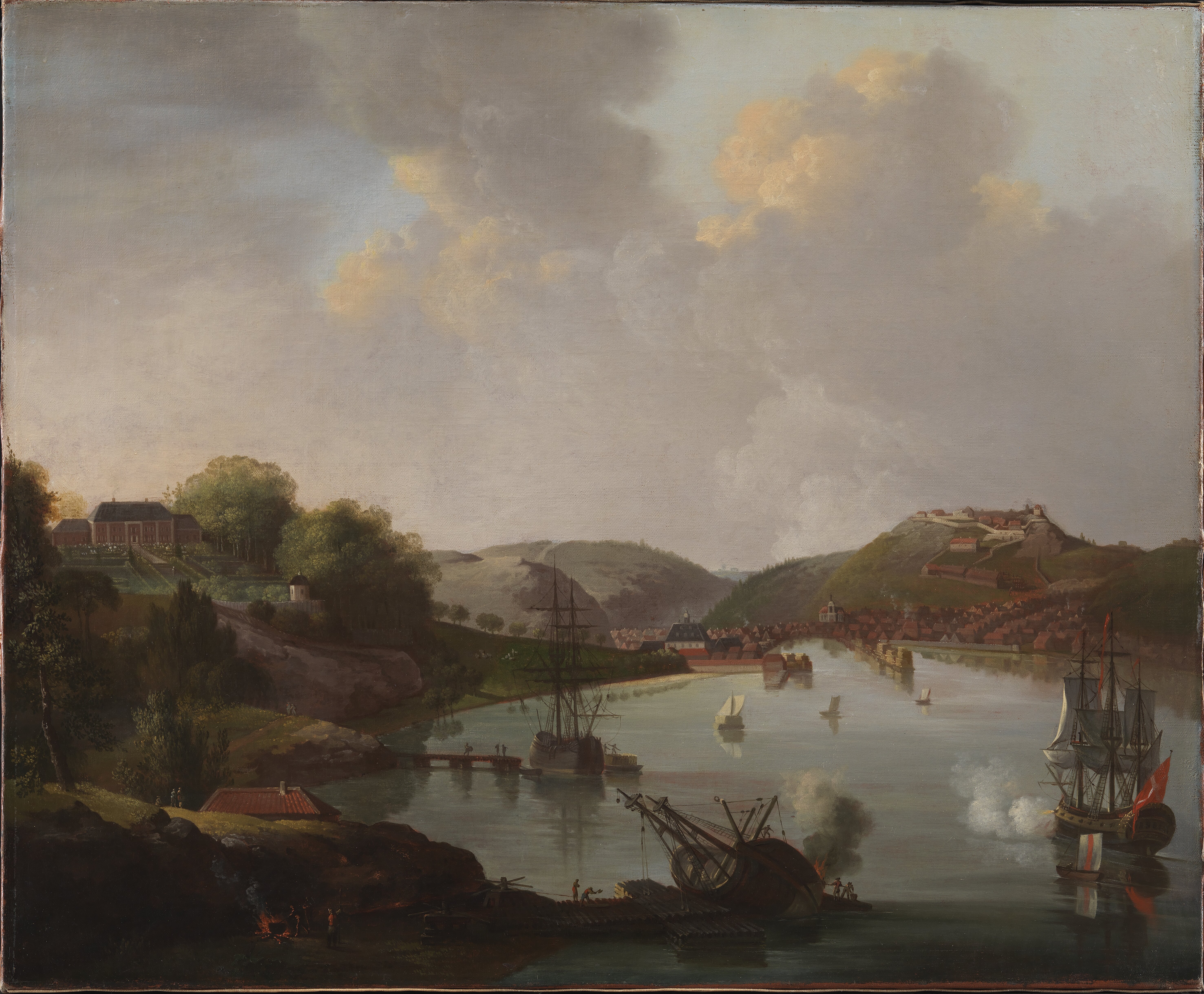
Вид на Фредериксхальд в Норвегии. 1790-е. Холст, масло. Государственный музей искусств, Копенгаген
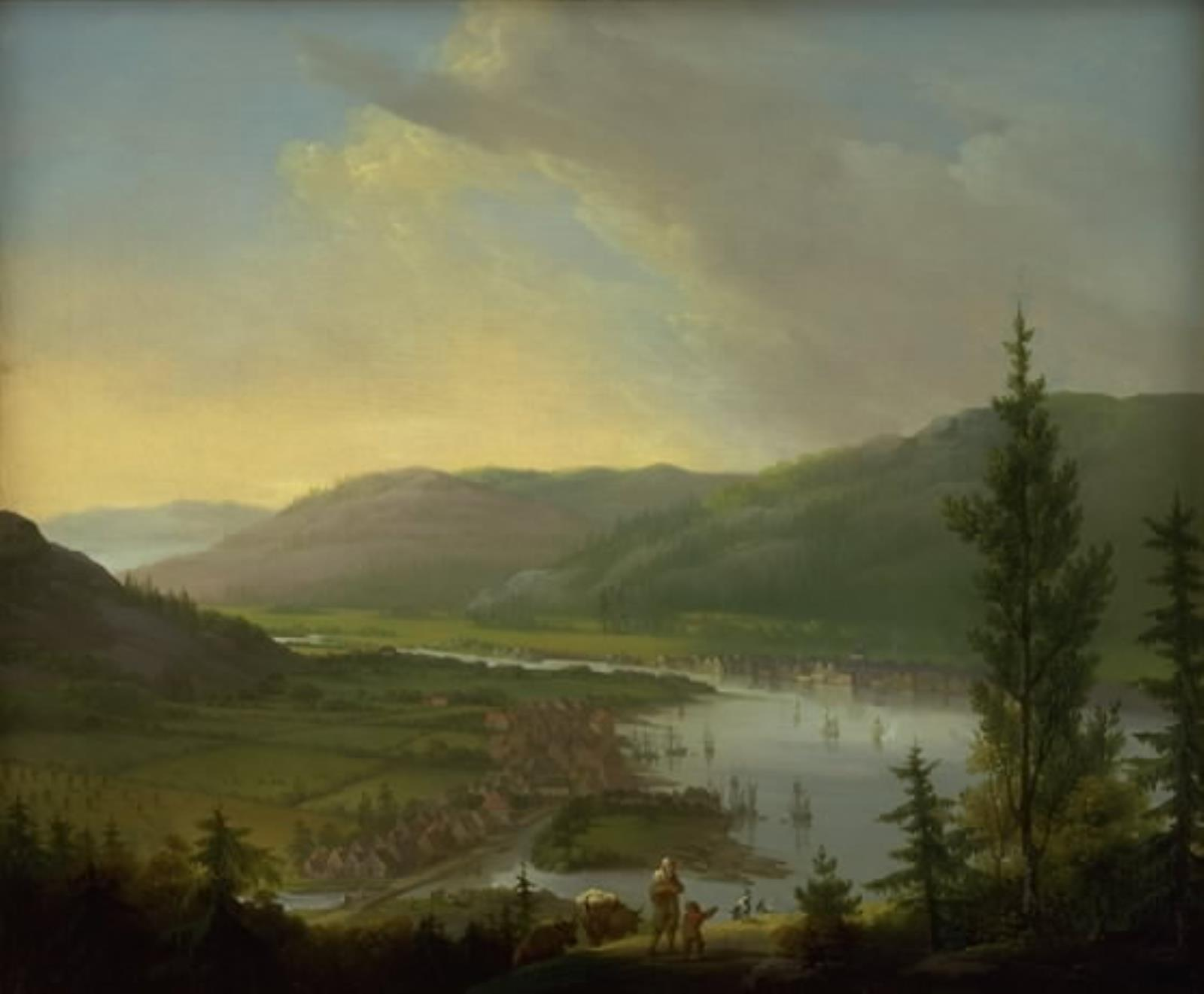
Вид на Драммен в Норвегии. 1790-е. Холст, масло. Государственный музей искусств, Копенгаген